# Joe Pichler
Joseph David Wolfgang „Joe“ Pichler (* 14. Februar 1987 in Bremerton, Washington, vermisst seit 5. Januar 2006) ist ein US-amerikanischer ehemaliger Schauspieler.

## Leben
Joe Pichler, zweitjüngstes von fünf Kindern, ging nach Los Angeles, um eine Schauspielkarriere zu beginnen. Dort wurde er durch seine Rolle als Brennan Newton in zwei Teilen der Beethoven-Filmreihe bekannt. Im Jahr 2003 kehrte er in seinen Heimatort Bremerton zurück und beendete dort 2005 die Highschool.
Nach seinem Abschluss plante er, wieder nach Los Angeles zurückzugehen. Das letzte Lebenszeichen von ihm erhielt ein Freund durch einen Handyanruf am 5. Januar 2006. Am 9. Januar wurde Pichlers Wagen gefunden ohne weitere Spuren von ihm. Pichler gilt seit dieser Zeit als vermisst.

## Filmografie
- 1996: The Fan
- 1997: Prison of Secrets (Fernsehfilm)
- 1998: Liebe auf den ersten Schrei (Music from Another Room)
- 1999: Varsity Blues
- 1999: Shiloh 2: Shiloh Season
- 2000: Beethoven: Urlaub mit Hindernissen (Beethoven’s 3rd)
- 2001: Keine Angst vor Halloween (When Good Ghouls Go Bad, Fernsehfilm)
- 2001: Beethoven 4 – Doppelt bellt besser (Beethoven’s 4th)
- 2002: Kinder an ihrem Geburtstag (Children on Their Birthdays)